# Культура Бутану
Сучасна культу́ра Бута́ну сягає своїм корінням в старовину. Оточений Гімалаями, Бутан, завдяки своїй географічній ізольованості, був захищений від зовнішніх культурних впливів. Ця малонаселена країна, що межує з Індією на півдні і Китаєм на півночі, довго дотримувалася політики повної ізоляції, як культурної, так і економічної, з метою зберегти свою культурну спадщину і незалежність. Тільки в останніх десятиліттях XX століття іноземцям дозволено було відвідувати країну, і тільки в обмеженій кількості. Таким чином Бутан зумів добре зберегти багато сторін своєї культури.

## Релігія
Вплив релігії відчувається практично в усіх сферах життя бутанського суспільства. Більшість жителів країни (75 %) сповідують буддизм в різних його проявах: тантричний, Друкпа Каг'ю або Ньїнгма. Приблизно 25 % є індусами. Менше 1 % становлять прихильники інших релігій.

## Національний дрес-код
Всі громадяни Бутану зобов'язані дотримуватися національного дрес-коду, відомого як Дріглам Намжа, поки знаходяться на публіці в світлий час доби. Вимоги в деяких округах (дзонгхагах) є суворішими, ніж в інших. Чоловіки носять ґхо, чи важкий халат довжиною до колін, який підперізують поясом. Жінки носять барвисті блузки, поверх яких одягають великий прямокутний шматок тканини, що називається кіра. Поверх кіра може носитися короткий шовковий жакет, або тего. Повсякденні ґхо і кіра робляться з бавовни або шерсті, залежно від пори року, і прикрашаються простими візерунками у вигляді смуг і клітин. У спеціальних випадках і у свята можуть носитися яскраво забарвлені шовкові кіра і, набагато рідше, ґхо. Додаткові обмеження виникають при відвідуванні дзонгу або храму, а також при візиті до високопоставленого чиновника. Чоловіки з простих верств населення носять білий шарф (кабні), що звисає з лівого плеча до правого стегна. Колір кабні, який носять також і інші представники чоловічого населення Бутану, взагалі залежить від рангу носія. Жінки ж носять раху, або вузькі вишиті шматки тканини, перекинуті через ліве плече. Цей дрес-код зустрічає деякий опір з боку етнічних непальців, які живуть уздовж кордону з Індією і не бажають носити одяг іншої культури.

## Взаємини чоловіків і жінок
Бутанські жінки традиційно мають більше прав, ніж чоловіки, особливо це стосується їх права на земельну власність. Власність кожної великої родини бутанців контролюється «головною матір'ю», якій у поточних справах допомагають інші жінки родини. Коли «головна матір» стає вже нездатною до управління власністю, тоді її місце займає сестра, дочка або племінниця. Ця схема успадкування відома в антропології як матрилінійність.
Чоловіки і жінки разом працюють на полях, і кожен з них може володіти яким-небудь бізнесом. Чоловіки беруть повну участь у домашніх справах, часто готують і за традицією проводять і ремонтують одяг, при цьому не займаючись виготовленням тканин. У містах вже починає проявлятися «західна» модель сімейних відносин, з чоловіком-добувачем і дружиною-домогосподаркою. Представники обох статей можуть бути ченцями, хоча на практиці число черниць порівняно невелика.
Шлюби укладаються за бажанням обох сторін і розлучення вкрай рідкісне явище. Шлюбна церемонія складається з обміну білими шарфами і спільного пиття з чаші. Шлюби можуть бути офіційно зареєстровані, коли пара проживає разом більше, ніж шість місяців. Традиційно наречений переїжджає в будинок сім'ї нареченої, проте наречені можуть жити з будь-якою з сімей в залежності від того, чиє господарство більше потребує працівників.

## Бутанські імена
За винятком королівських родин, бутанські імена не включають в себе прізвище. Замість цього місцевим ламою, батьками або дідусем з бабусею при народженні дитини вибирається йому два традиційних сприятливих імені. За першим іменем зазвичай не можна сказати хто його власник — чоловік чи жінка. У деяких випадках визначенню статі носія може допомогти друге його ім'я.
Так як існує обмежена кількість імен, допустимих для вибору, то у багатьох людей в Бутані перше і друге ім'я збігаються. Щоб вирішити дану проблему, застосовується система неофіційних імен, які дають зрозуміти звідки та чи інша людина. Коли, наприклад, «Чонг Кінлі» з села Чоцом в долині Паро знаходиться поза цією місцевістю, вона зветься «Паро Кінлі». У долині ж Паро вона ідентифікується по імені свого села як «Чонг Кінлі Чоцом». Дивно, але багато дітей в одному невеликому селі можуть мати абсолютно однакові імена, що є наслідком дій місцевого лами. У такому випадку людина буде вже визначатися за назвою будинку, де вона народилася.

## Релігійні фестивалі
Раз на рік дзонг або велике село можуть провести релігійний фестиваль, або Цечу. Селяни з усього прилеглого округу приходять на кілька днів для релігійних святкувань і приношення дарів ламі або монастирю. Центральною подією зазвичай є танці в релігійних масках, або чам, що проводяться на великій площі. Кожен з цих танців займає до декількох годин, а на виконання всієї танцювальної програми йде від двох до чотирьох днів. Виконання таких танців як би благословляє жителів, а також допомагає передавати принципи тантричного буддизму сільському населенню. Ця традиція сходить прямо до Шабдрунг Нгаванг Намґ'ялу і залишається незмінною з середини XVII століття.
Перед настанням останнього дня фестивалю Цечу, величезний гобелен, або тондрел, розгортається на подвір'ї дзонгу на кілька годин. За віруваннями, простий погляд на нього може принести духовне визволення. Тондрел згортають вже перед самим ранком.

## Чернецтво
У Бутані майбутні ченці зазвичай потрапляють в монастирі вже у віці від шести до дев'яти років і відразу беруться під контроль главою даної установи. Вони вчаться читати на чхокей, мові древніх священних текстів, а також на дзонг-ке та англійській. З часом вони повинні будуть обрати один з двох можливих шляхів: вивчати теологію і буддійську теорію або вибрати поширеніший варіант, а саме стати знавцем ритуалів і різних буддійських практик.
Повсякденне життя ченців є дуже суворим, особливо якщо вони перебувають в одному з монастирів, розташованих високо у горах. У таких монастирях їжа дуже мізерна і повинна постійно поповнюватися самими ченцями або їх відвідувачами. Ченці зазвичай не мають одягу, придатного для зимових умов, а монастирі не опалюються. Багато в чому через такі труднощі і негаразди монастирського життя монахи високо шануються у суспільстві; мати сина чи брата, ведучого чернечий спосіб життя, вважається дуже хорошою кармою для всієї родини.
Духовне вдосконалення монаха триває все його життя. На додаток до своєї суспільної ролі священика він може кілька разів піти в пустельники. Загальна тривалість періоду відлюдництва — три роки, три місяці, три тижні і три дні. За цей час чернець періодично відвідує свого духовного наставника, який перевіряє свого учня на предмет подальшого його розвитку на підтвердження того, що час відлюдництва не було витрачено даремно.
Кожен монастир очолюється настоятелем, в основному ламою, хоча титули можуть і відрізнятися. Найважливіший чернець це головний настоятель Бутану, чиїм титулом є Дже Кхемпо. Теоретично він за своїм статусом дорівнює королю.
Центральний чернечий орган — це зібрання 600 або близько того ченців, які займаються найважливішими релігійними справами країни. Влітку вони збираються в Тхімпху, а взимку вони переходять в дзонг Пунакха, найшанованіший дзонг в Бутані, де тіло Шабдрунг Нгаванг Намґ'яла зберігається під охороною з кінця XVII століття.

## Свята
У Бутані широко відзначається свято День Благословенного дощу.

## Радіо, телебачення, інтернет і кіно
На початку 1960-х років третій король Бутану почав поступовий процес впровадження сучасних технологій у своїй країні. Перша радіостанція віщала по тридцять хвилин по неділях, починаючи з 1973 року. Перше телемовлення почалося в 1999 році, хоча кілька забезпечених родин вже купили на той момент супутникові тарілки. Інтернет був проведений в 2000 році.
У 2002 році був випущений перший в Бутані повнометражний фільм, що вийшов під назвою «Маги та мандрівники». Автором сценарію і режисером фільму виступив Кх'єнце Норбу, шанований лама і глава несектантського роду Кх'єнце.